# Joanna Johnson
Ne doit pas être confondu avec Joanna Johnston.
Joanna Johnson, née le 31 décembre 1961 à Phoenix en Arizona, est une actrice, scénariste et productrice américaine.
Elle est surtout connue pour son rôle de Karen Spencer (en) dans la série Amour, Gloire et Beauté.

## Biographie
Le 14 mai 2012, lors d'une interview accordée à TV Guide, Joanna Johnson a révélé qu'elle était mariée à une femme (Michelle Agnew) depuis 2008, avec qui elle a adopté deux enfants.